# Albatrellopsis
Albatrellopsis – rodzaj grzybów z rodziny naziemkowatych (Albatrellaceae).

## Systematyka i nazewnictwo
Pozycja w klasyfikacji według Index Fungorum: Albatrellaceae, Russulales, Incertae sedis, Agaricomycetes, Agaricomycotina, Basidiomycota, Fungi.
Takson utworzył Alcides Ribeiro Teixeira w 1993 roku.
Gatunki:
- Albatrellopsis confluens (Alb. & Schwein.) Teixeira 1993 – naziemek ceglasty
- Albatrellopsis ellisii (Berk. ex Cooke & Ellis) Teixeira 1994
- Albatrellopsis flettii (Morse ex Pouzar) Audet 2010
- Albatrellopsis flettioides J. Kahn 2020

Nazwy naukowe i wykaz gatunkówna podstawie Index Fungorum. Nazwa polska według W. Wojewody.